# Tagsdorf
Tagsdorf je francouzská obec v departementu Haut-Rhin v regionu Grand Est. V roce 2014 zde žilo 303 obyvatel.

## Poloha obce
Sousední obce jsou: Emlingen, Hausgauen, Heiwiller, Obermorschwiller, Schwoben a Wittersdorf.

## Vývoj počtu obyvatel
Počet obyvatel